# روایت غالب
روایت غالب (به انگلیسی:Dominant narrative) را می‌توان برای توصیف پنجره‌ای که در آن تاریخ از دیدگاه فرهنگ غالب روایت می‌شود استفاده کرد. این اصطلاح به عنوان «دست نامرئی» توصیف شده‌است که واقعیت و واقعیت درک شده را شکل و هدایت می‌کند. روایت غالب می‌تواند به جنبه‌های مختلف زندگی، مانند تاریخ، سیاست، یا گروه‌های فعال مختلف اشاره داشته باشد. فرهنگ غالب به عنوان اکثریت اعمال فرهنگی یک جامعه تعریف می‌شود. روایت را می‌توان به سادگی به عنوان داستان گویی، واقعی یا تخیلی تعریف کردولی این اصطلاح دارای تعریف پیچیده‌تری در روایت‌شناسی است. در مفهوم روایت غالب فقط روایت اکثریت گفته و بنابراین شنیده می‌شود. برای اکثر عموم رایج است که فقط دربارهٔ روایت مسلط بشنوند یا یاد بگیرید. نمونه‌هایی از روایت غالب را می‌توان در طول تاریخ مشاهده کرد. روایت غالب را می‌توان با محیط اجتماعی سیاسی و اجتماعی-اقتصادی که فرد در آن زندگی می‌کند نیز تعریف کرد.
روایت غالب از جهاتی شبیه به ایده فراروایت است. این اصطلاح به این مفهوم اشاره دارد که یک تجربه زیستی مشترک، یا یک روایت، تجربه، یا روایت کلی مشترک از تاریخ وجود دارد. برخلاف اصطلاح فراروایت، روایت غالب به دلایلی می‌پردازد که ممکن است باعث ایجاد روایت غالب شده باشد.
همچنین مهم است که ببینیم چه کسانی در روایت غالب گنجانده نشده‌اند و چگونه این گنجانده‌نشدگی می‌تواند بر جامعه و افراد در آن و گروه‌های حاشیه‌ای تأثیر بگذارد. همه افراد لزوماً به بخشی از روایت غالب دسترسی ندارند. ضد روایت به عنوان اصطلاحی در مورد داستان‌ها و تجربیات زیسته کسانی ابداع شده‌است که در روایت غالب نیستند یا اجازه ندارند بخشی از آن باشند. ضد روایت به عنوان راهی برای به اشتراک گذاشتن داستان‌های اقلیت‌های حذف شده و مبارزه با روایت غالب استفاده می‌شود. ضد روایات، یکی از اصول شش‌گانه نظریه انتقادی نژاد است.